# 顕註密勘
『顕註密勘』（けんちゅうみっかん）は、鎌倉時代前期に藤原定家によって書かれた『古今和歌集』の注釈書である。全3巻8冊。『古今秘註抄』（こきんひちゅうしょう）とも。承久3年3月21日（1221年4月15日）の日付が入っている。

## 概要
元は六条藤家の顕昭によって書かれた『古今和歌集』の用語に対する注釈書を対立関係にあった御子左家の藤原定家が秘かに見る機会を得て春歌上巻の部分を写し、これに自説（俊成以来の御子左家の歌道家学）を「密勘」として書き加えたものである。顕昭と定家の説に大きな違いはないものの、考証主義的な六条藤家と芸術的解釈の御子左家の観点の違いが反映された部分も見られる。
定家は跋に「返々も窓のほかに出され侍まじ」と記して子孫に対してこの書の門外不出を求めているが、六条藤家と御子左家の学説の違いが示された書として流布され、江戸時代には公刊されるようになった。
元来写本のみが確認されていたが、2024年4月に定家自筆の原本が発見された。